# Cabog-Cabog
Cabog-Cabog ist eine philippinische Barangay (das ist eine kleine Verwaltungseinheit, etwa ein Stadtteil oder ein Dorf) in der Balanga City, Provinz Bataan im Südwesten der Hauptinsel Luzon.